# Organismo internacional regional de sanidad agropecuaria
 (novembre 2023).
Si vous disposez d'ouvrages ou d'articles de référence ou si vous connaissez des sites web de qualité traitant du thème abordé ici, merci de compléter l'article en donnant les références utiles à sa vérifiabilité et en les liant à la section « Notes et références ».
L'Organismo internacional regional de sanidad agropecuaria (OIRSA, Organisme international régional contre les maladies des plantes et des animaux) est l'une  des neuf organisations régionales de la protection des végétaux (ORPV)
Elle regroupe neuf pays d'Amérique latine : Belize, Costa Rica, République dominicaine, El Salvador, Guatemala, Honduras, Mexique, Nicaragua et Panamá.
L'OIRSA trouve son origine en octobre 1953 à l'occasion de la cinquième conférence des ministres de l'agriculture du Mexique et de pays de l'Amérique centrale, qui adopta la charte constitutive de l'OIRSA, connue sous le nom de  « seconde convention de San Salvador ». Cet accord fut modifié en 1987 au Guatemala et remplacé par l'accord en vigueur actuellement.
Le Belize et la République dominicaine ont adhéré à l'OIRSA respectivement en 1996 et 2003. 